# ペリカンロード
『ペリカンロード』は、五十嵐浩一による日本の漫画作品、およびそれを原作としたOVA作品、オリジナルビデオ作品。『少年キング』（少年画報社）にて連載されていた。

## 概要
当時ブームだったバイク漫画の一つで、連載されていた『少年キング』では「湘南爆走族」と人気を二分していた。
初期はオートバイを題材にした学園ストーリーの要素が強かったが、中盤以降は他の暴走族チームとの闘争、不良外人少年達との生死をかけた乱闘などバイオレンス的な要素も盛り込まれ、また終盤では主人公の進学、恋愛といったことに関する葛藤も描かれていた。
1986年にはOVA作品としてアニメ化、2001年にはオリジナルビデオ作品として実写化された。
2000年代に入ってからの作品に、世界観の一部を引き継いだ続編スピンオフ作品『ペリカンロードII』がある。

## 登場人物

### カルーチャ
渡辺憲一
主人公。眼鏡キャラクター、また線が少し細い。進学校である「都立東高校」に通う優等生。愛称「ナベケン」。優等生で根暗な自分を変えるべくバイクに憧れて原付免許を取得。予備校に行くと偽って親からせしめた金でMBX50を買い、こっそりバイクライフを始める。
運動神経は良く、陸上部からスカウトがあるほど。
新聞社に勤める父と母の3人家族。下宿人として岡崎かな子が同居。
歴代の愛車：ホンダ・MBX50、ホンダ・MVX250F、ホンダ・CBR400R
田川しげる
渡辺の中学時代からの友人でナンパな優男だが喧嘩は強い。暴走族のメンバーで不良グループに出入りしていたのだが、ある日 渡辺とは気づかず族仲間と共にMBXを追い詰めたところを岡崎に蹴散らされる。 怪我をした先輩の報復のために隠してあったMBXを盗み、その事がきっかけで渡辺がただの優等生ではなくライダー魂を持った男と知り共感、渡辺と走るために族を抜ける。
暴走族や不良グループに入る、ディスコ喫茶でアルバイトをするなど素行は良くないがクラスの人気者。運動神経も良い。
歴代の愛車：ヤマハ・RZ50、カワサキ・Z400GP、カワサキ・GPX750R
清水 敏満
渡辺の友人、天然パーマでガタイが良い。東工の不良の番長格であり喧嘩ではまさに無敵。渡辺と付き合い出し不良グループを抜けようとした田川を制裁するため、田川のバイクを燃やしてしまう。そのときそれを防ごうと体を張った渡辺の意気を感じ仲間に。
家業は建設会社であり「若旦那」と呼ばれている。
歴代の愛車：カワサキ・Z400LTD-Ⅱ改(550エンジン)
内池一衣（かずい）
MBX50でスケバングループのシティとカーチェイスをしている渡辺を街で見かけたことがきっかけで知り合う。それが縁で渡辺、田川、清水の後輩として東高に入学しカルーチャに加わる。  永遠の舎弟キャラ。

背が小学生並みに低い。小学生に逆ナンパされたりする。
歴代の愛車：カワサキ・AV50（姉の持ち物）、スズキ・RG50ガンマ、カワサキ・GPZ250R

### 渡辺にまつわる人達
佐倉えみ子
渡辺の同級生で、陸上部に所属する優等生。渡辺に好意を寄せていたが、途中から田川と付き合うようになる。
西尚子
東高スケ番リーダー格。当初、カルーチャを敵対視し、リーダーである渡辺を痛めつけていた際に、逆に好意を持ってしまう。しかし、彼女達の代のグループが初代FHHと揉め事を起こしたのが原因でカルーチャがFHHの標的になったため、落とし前をつけるために単身乗り込むが失敗。捕らえられるが、清水に助けられる。その後、清水と付き合うようになる。
愛車：ホンダ・プレリュード
岡崎かな子
渡辺の父の会社の契約バイク便、ペリカンエキスプレス社員の女性。プレスライダー。渡辺の家に下宿することになる。渡辺の憧れの女性であると共にライダーとしての先輩。性格は自由奔放だが面倒見がいい。彼女の影響を受けて渡辺はライダーとして成長していく。
兄が1人いる。渡辺に彼氏と間違えられた事がある。
愛車：フィアット・リトモ、BMW R90S、ツェンダップ125
広瀬達也
かな子の恋人。彼女にオートバイを教えた。バイクショップ「KENZ!」の店員で、かつ海外遠征もこなすプロのライダー。
根っからのスケコマシでかな子を振り回すが憎めないキャラクター(ちなみにその事に関しては一切反省する気は無いらしい)。
愛車：デロリアン・DMC-12、ハーレーダビッドソン・ツーリング
花井かずみ
岡崎の同僚。雑誌編集者。関西弁で喋る。
愛車：スバル360

### ハニービースペシャル
高垣由仁子（ユニコ）
えみ子の従妹。豊女レディースチーム「ハニービースペシャル」のリーダー。渡辺とお互い好意を抱く。
愛車：ピアッジオ・ベスパ（VESPA P200E？）
トモ子
ハニービースペシャルのメンバー。豊女イチの情報通。
愛車：ホンダ・タクト（初代）
旗本千尋（チヒロ）
ハニービースペシャルのメンバー。茶髪のソバージュヘア。
愛車：スズキ・蘭
ヒデ子
ハニービースペシャルのメンバー。黒髪のポニーテール。
愛車：ヤマハ・サリアン

### FHH（フェルト・ヘルン・ハレ）
坂上保千代（やすちよ）
富士見台工業高校のバイクチーム「フェルト・ヘルン・ハレ」（略称 FHH、実在のフェルトヘルンハレから採ったとみられる）の2代目リーダー。日独クォーターで財閥の御曹司だが、祖父への反発により一人で生活している。チームの主要メンバーからは「ヤチさん」と呼ばれている（一般メンバーからは「コマンダー」）。
彼はあくまで自分自身の走りを追求する事が目的であり、「俺は一人しかいない、だから俺に合うマシンも一台しかない」と自らの手でバイクを整備する。その理想を邪魔する者はたとえチームのメンバーであろうと許さない。渡辺達との抗争と和解を通じ、｢暴走族」としてのFHHの部分へ「もう昔のように燃えない」とマキに語り、レースへの転向を考えるようになる。
妹が一人いる。
歴代の愛車：ヤマハ・RD350LC（RZ350の輸出名初登場時）、ヤマハ・RZ350R（2代目、オリジナルのクロスチャンバー装備）
中崎マキ
FHHの幹部メンバー。美形で線が細いがバイクのテクニック、喧嘩の強さ、共に相当の物である。坂上に心酔し彼を絶対視しており、その証として片ピアスをしている。サチには「ゲイくずれ」とからかわれるが、性的嗜好としてではなく「侠気」としての憧れである。
坂上がFHHの活動から離れつつある苛立ちから、彼の意向に反して在日米軍基地跡に集まる他チームを潰す行動に出る。結果として在日米軍関係者達との争いを引き起こし、坂上の運命も変えることにつながる。
続編『ペリカンロードII』にも唯一登場する（他にも前作から登場したと思われる人物はいるが、名前で明示されるのはマキだけである）。
歴代の愛車：ヤマハ・XJ400D、ヤマハ・XJ400ZS、ヤマハ・FZR400
山田幸子(サチ)
FHHの幹部メンバー。紅一点。坂上に憧れを抱いているが、後にマキに惹かれて行くようになる。性格は姉御肌だが男に依存するタイプで激情型のうえ喧嘩っ早い刺激的なキャラクターである。
歴代の愛車：スズキ・RG250ガンマ、トヨタ・ソアラ、スズキ・RG400ガンマ
マコト
FHHの幹部メンバー。
歴代の愛車：カワサキ・GPz400、カワサキ・GPZ400R（GPX400R？）
赤毛
FHHの幹部メンバー。彼のみ氏名不詳。
歴代の愛車：スズキ・GSX400Fインパルス、GSX400Eカタナ、GSX400FW、スズキ・GSX-R750
鈴木ヨシユキ
FHHのメンバー。幹部卒業後のFHHを中崎に託される。
愛車：ホンダ・VT250F
村田靖
小久保モータースのメカニック。家出した坂上を拾った。FHH初代リーダー。
愛車：日産・スカイライン ジャパン

### 在日米軍人子弟（Avengers）
在日米軍の子弟。作中では陸軍と描かれている。キャンプが移転したため、彼らが生まれ育った家々は廃墟となり、地元暴走族の溜り場となって荒れ果てていた。ここからFHHとの因縁が始まる。その時、自分たちのことを「Avengers」と自称した。
レックス
エディーの兄。最年長で長身、日本語は話せる。FHHと地元チームが在日米軍キャンプ跡地で抗争した煽りでかつて自分達が住んでいた家が炎上、彼らに復讐を企てる。
エディー
レックスの弟。デイブのバイクを彼が勝手に持ち出し、基地跡地内に残る故郷と感じる住んでた家を見に行ってたが、FHHと地元チームの乱闘の抗争でそこが燃えるところを目撃したところから騒動が始まる。
デイヴ
レックスとエディーの友人。
フラン
レックスとエディーの友人。クレオールである。

### その他の人物
坂上浅葱
坂上保千代の腹違いの妹。日独クォーター。兄の死の原因を知るために来日、FHHの残党と渡辺に接触する。
愛車：ヤマハ・RD350LC、ヤマハ・TZ
マクシミリアン・ヴァイクス
浅葱のボディーガードであり、ライディングのコーチ。かつてはプロライダーだったが、レース中の事故で人を死なせてしまった経験がある。
シーナ
渡辺が家庭教師のアルバイトで教える事になる女子中学生。渡辺を聖飢魔Ⅱ信者にしようとする。

## 用語
クラブ・カルーチャ
東高生徒を中核としたバイクチーム。リーダーは渡辺。「カルーチャ」はコックローチ（ゴキブリ）のドイツ語読み。メンバーは渡辺、田川、清水、一衣の4人のみ。
フェルト・ヘルン・ハレ（Feldherrnhalle）
富士工業高校生徒を中核としたバイクチーム。ヘルメットに「f」のエンブレム。坂上が現在のリーダー。チーム名の由来はフェルトヘルンハレの名を冠されたナチスドイツ突撃隊の戦車連隊から。
リーダーの坂上は渡辺と出会い走るうちに暴走族を離れ、レースへの挑戦を考え始めるようになる。それに苛立った他メンバーが在日米軍子弟とのいさかいを起こし、リーダーとして決着を付けざるを得なくなった坂上は…
ハニービースペシャル
ユニコ達のチーム、「豊女モペット隊」。いわゆるレディース。
ヘビーメタル
渡辺と田川、ユニコがアルバイトしている喫茶店。夜はディスコになる。マスターは往年のハードロッカー。
SA
FHHのメンバーの溜り場。
KENZ!
達也が勤めるバイクショップ。

## 書籍情報
- 五十嵐浩一『ペリカンロード』少年画報社〈ヒットコミックス〉 全14巻 ※新書判

1. 1983年01月01日 ISBN 4-7859-4415-3
2. 1983年05月01日 ISBN 4-7859-4422-6
3. 1983年08月15日 ISBN 4-7859-4433-1
4. 1983年12月15日 ISBN 4-7859-4443-9
5. 1984年04月15日 ISBN 4-7859-4450-1
6. 1984年08月15日 ISBN 4-7859-4463-3
7. 1985年01月15日 ISBN 4-7859-4484-6
8. 1985年05月15日 ISBN 4-7859-4501-X
9. 1985年11月15日 ISBN 4-7859-4524-9
10. 1986年05月15日 ISBN 4-7859-4545-1
11. 1986年10月15日 ISBN 4-7859-4561-3
12. 1987年03月15日 ISBN 4-7859-4570-2
13. 1987年07月15日 ISBN 4-7859-4580-X
14. 1987年10月15日 ISBN 4-7859-4588-5

- 五十嵐浩一『ペリカンロード』大都社〈スターコミックス〉 全7巻 ※B6判

1. 1990年02月10日 ISBN 4-88653-373-6
2. 1990年02月10日 ISBN 4-88653-374-4
3. 1990年03月10日 ISBN 4-88653-375-2
4. 1990年03月10日 ISBN 4-88653-376-0
5. 1990年04月10日 ISBN 4-88653-377-9
6. 1990年04月10日 ISBN 4-88653-378-7
7. 1990年05月10日 ISBN 4-88653-379-5

- 五十嵐浩一『ペリカンロード』少年画報社〈少年画報社文庫〉 全8巻

1. 2002年04月発売 ISBN 4-7859-4685-7
2. 2002年04月発売 ISBN 4-7859-4686-5
3. 2002年05月発売 ISBN 4-7859-4687-3
4. 2002年06月発売 ISBN 4-7859-4688-1
5. 2002年07月発売 ISBN 4-7859-4690-3
6. 2002年08月発売 ISBN 4-7859-4692-X
7. 2002年09月発売 ISBN 4-7859-4694-6
8. 2002年10月発売 ISBN 4-7859-4696-2

- 五十嵐浩一『ペリカンロード』徳間書店〈トクマ・フェイバリット・コミックス〉 全2巻 ※コンビニコミック
  - 免許取得!編 2006年09月11日発売 ISBN 4-19-780360-5
  - 宿敵登場!編 2006年11月11日発売 ISBN 4-19-780370-2

- 『ペリカンロード アニメ版』 少年画報社〈ヒットコミックス〉 1986年08月15日 ISBN 4-7859-4556-7

## OVA版
『ペリカンロード クラブ・カルーチャ』と題して、1986年にOVAがリリースされた。

### OVA版スタッフ
- 原作：五十嵐浩一
- 脚本・監督：山本暎一
- エグゼクティブ・プロデューサー：木村英俊
- プロデューサー：宮下昌幸、高橋唯貴雄
- 作画監督：宇田川一彦
- 美術監督：坂本信人
- 撮影監督：細野正
- 音響監督：鳥海俊材
- 音楽監督：小暮一雄
- 音楽：笹路正徳
- コーディネーター：戸田利吉郎
- 協力：少年画報社
- 製作：株式会社スタジオワールド
- 製作：日本コロムビア株式会社

### OVA版キャスト
- 渡辺憲一：堀川亮
- 岡崎かな子：小山茉美
- 田川しげる：堀内賢雄
- 清水敏満：神谷明
- 佐倉えみ子：山田栄子
- 高垣由仁子：鶴ひろみ
- 西尚子：島津冴子
- 広瀬達也：福士秀樹

### 主題歌
- 『8 BEAT TEENAGER』
- 『ENDLESS MY LOVE』
- 『GOLDEN FARAWAY』（以上、歌・演奏：THE BUDOKAN）
- 挿入歌『風に抱かれて〜かな子のテーマ〜』（歌：加藤妙子）

## オリジナルビデオ版
2001年発売。全89分。VHS版。発売元：ケイエスエス、販売元：ケイエスエス販売。

### オリジナルビデオ版スタッフ
- 製作：仁平幸男
- 企画：川上康弘
- プロデューサー：徳永裕明、吉村典久、山崎伸介
- 脚本：高橋祐太、鎌田義孝
- 原作：五十嵐浩一（少年画報社）
- オートバイ監修：平野輝寿
- 製作管理：尾山宏伸
- 監督：鎌田義孝

### オリジナルビデオ版キャスト
- 渡辺憲一：藤間宇宙
- 岡崎かな子：梶原真弓
- 真木よう子
- 新田亮
- 陰浦月弥（庄司哲郎）
- 平野輝寿